# Harmonia
『Harmonia』（ハルモニアー）は、2009年3月18日にavex traxから発売された志方あきこの3rdメジャーアルバム。

## 概要
- アルバムは「ハルモニア」（＝「調和」）をキーワードに、「風」「火」「水」「地」自然界の4大エレメンツのパートから構成される。[3]
- また、このアルバムは、日本語を含めた7言語（トルコ語・ウィグル語・イタリア語・ドイツ語・ギリシャ語・ヒュムノス語）で歌っているというのも特徴。特にヒュムノス語は、PS2ゲーム『アルトネリコ』シリーズにしか出てこない架空言語。[4]

## 収録曲
1. 調和〜風来の調べ〜 （1：41）
作詞：志方あきこ・篠田朋子 作曲：志方あきこ
2. 遥かなる旅路 （5：01）
作詞：高橋麗子 作曲：志方あきこ
3. 軌跡 （5：16）
作詞：みとせのりこ 作曲：志方あきこ
4. 風と羅針盤 （3：52）
作詞・作曲：志方あきこ
5. 調和〜焔の共鳴〜 （1：10）
作詞：志方あきこ・篠田朋子 作曲：志方あきこ
6. 埋火 （4：48）
作詞：天野月子 作曲：志方あきこ
7. レプリカーレ （6：37）
作詞・作曲：志方あきこ
8. うみねこのなく頃に〜煉獄〜 （4：37）
作詞：波乃渉 作曲：志方あきこ
PCゲーム「うみねこのなく頃に」主題歌アレンジバージョン
9. 調和〜泡沫の子守唄〜 （1：14）
作詞：志方あきこ・篠田朋子 作曲：志方あきこ
10. 久遠の海 （5：11）
作詞・作曲：志方あきこ
11. アオイロ缶詰 （4：39）
作詞・作曲：志方あきこ
12. 追想花 （5：31）
作詞：志方あきこ・篠田朋子 作曲：志方あきこ
13. 調和〜大地の讃歌〜 （1：29）
作詞：志方あきこ・篠田朋子 作曲：志方あきこ
14. 謳う丘〜Salavec rhaplanca.〜 （6：32）
作詞・作曲：土屋暁
PS2ゲーム「アルトネリコ2」主題歌アレンジバージョン
15. Amnesia （5：19）
作詞・作曲：志方あきこ
映画「こわい童謡〜表の章〜」ED曲
16. 調和〜Harmonia〜 （4：21）
作詞：志方あきこ・篠田朋子 作曲：志方あきこ
17. Harmonia 〜見果てぬ地へ〜 （3：47）
作詞：志方あきこ・篠田朋子 作曲：志方あきこ